# Wool (Dorset)
Wool è un villaggio e parrocchia civile dell'Inghilterra, appartenente alla contea del Dorset.